# Czesław Tański
Czesław Aleksy Tański (ur. 17 lipca 1862 w Pieczyskach, zm. 24 lutego 1942 w Olszance) – polski artysta malarz, wynalazca, konstruktor lotniczy, pionier szybownictwa i popularyzator lotnictwa w Polsce. Nazywany jest ojcem polskiego lotnictwa.

## Życiorys
Urodził się w majątku Pieczyska w zubożałej rodzinie ziemiańskiej, ze związku Adama oraz Celiny z Żołdowiczów. Dokładna data urodzenia nie jest znana, istnieją nawet rozbieżności co do roku urodzenia (oprócz 1862 podaje się także lata 1861 i 1863 r.). Jego ojciec brał udział w powstaniu styczniowym; więziony i gnębiony kontrybucjami, podupadł materialnie. Miał brata Maurycego (ur. 1858) oraz siostrę Marię Helenę (ur. 1861). Od 1892 roku był mężem Marii z Jakubowskich, ojcem inżyniera Tadeusza Tańskiego. 
Ukończył III Gimnazjum w Warszawie. W 1892 roku znalazł się w Moskwie, gdzie urodził się jego syn Tadeusz. Gdy dowiedział się o urodzeniu dziecka wrócił do Polski. W 1898 roku Tański mieszkał w Janowie Podlaskim, skąd wyjechał do Warszawy. Tam wraz z prekursorem polskiej literatury fantastyczno-naukowej Władysławem Umińskim, Władysławem Kocenty-Zielińskim oraz Julianem Łukawskim założył w tym roku „Kółko Awiatyczne”. W 1901 roku wyjechał do Paryża, gdzie kontynuował studia malarskie, zdobywając parę odznaczeń i nagród za swoje prace. W późniejszych latach odnalazł syna Tadeusza w Paryżu, którego wcześniej zostawił z żoną. W 1920 roku ochotniczo służył w Wojsku Polskim.
Grób Czesława Tańskiego znajduje się w Puszczy Mariańskiej.

## Malarstwo

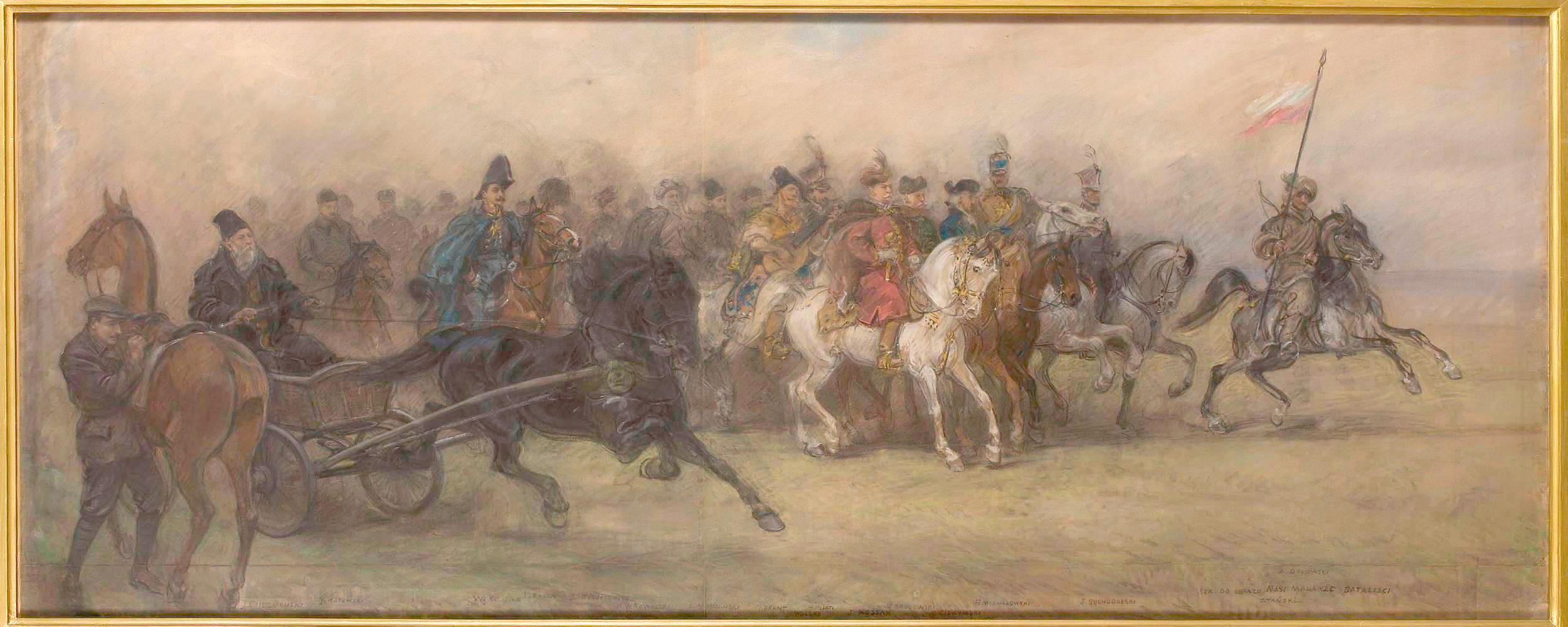
Czesław Tański, Studium do obrazu „Nasi malarze bataliści”. Wizerunek samego Tańskiego po lewej stronie obrazu, w pozie obserwatora kawalkady

Zainteresowanie sztuką zaszczepiła mu prawdopodobnie matka Celina, która była uczennicą malarza Aleksandra Lessera. Przyszły malarz kształcił się w Warszawskiej Szkole Rysunku założonej przez Wojciecha Gersona oraz Aleksandra Kamińskiego w Warszawie. Po jej ukończeniu otrzymał stypendium artystyczne im. Korwina-Szymanowskiego i w roku 1882 wyjechał na dalsze studia do Akademii Sztuk Pięknych w Monachium (Malschule: od 8 II 1882 r.). W 1901 roku kontynuował studia malarskie w Akademii Sztuk Pięknych Juliena w Paryżu.

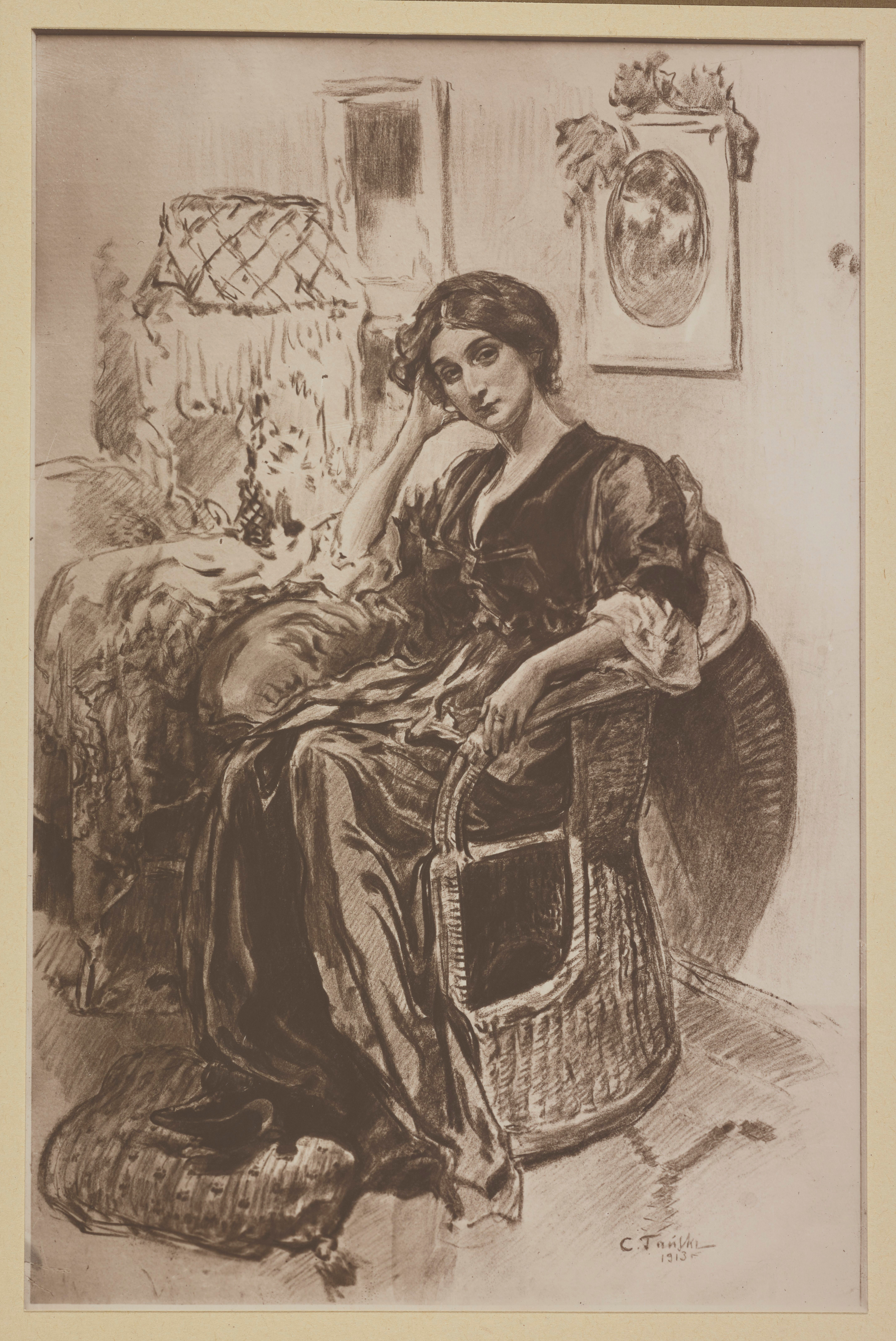
Obraz Czesława Tańskiego

Malował przeważnie akwarele: pejzaże, sceny rodzajowe, batalistyczne, portrety, akty.

## Działalność konstruktorska
Pasją życia Czesława Tańskiego stało się lotnictwo. Od 1893 zajmował się budową udanych modeli latających o napędzie gumowym. Pod wpływem wiadomości o próbach z szybowcem Otto Lilienthala, w 1895 zbudował własny szybowiec o 7 m² powierzchni skrzydeł oraz masie 18 kilogramów, który nazywał „Lotnią”. Szybowiec ten konstruktor później udoskonalał.

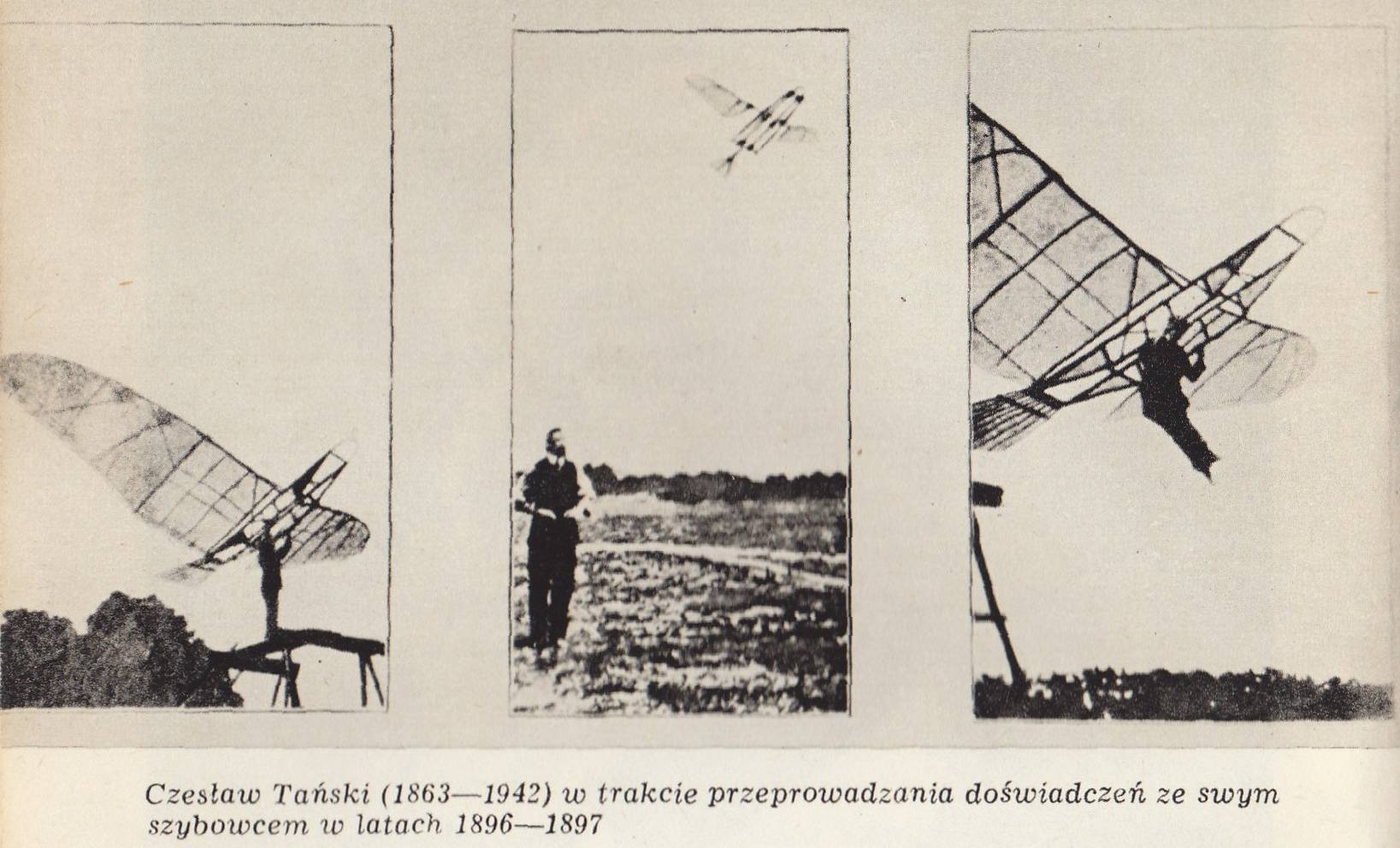
Czesław Tański podczas prób lotni własnej konstrukcji w latach 1896–1897

W czerwcu 1896 roku w miejscowości Wygoda k. Janowa Podlaskiego dokonał na nim kilku skoków długości 20–40 metrów, początkowo startując pod wiatr z rusztowania o wysokości kilku metrów, a następnie biegnąc z „Lotnią” pod wiatr. Kontrowersje wśród badaczy wywołuje informacja, że udało mu się wykonać 30-metrowy lot z płaskiego terenu, który miał być pierwszym w historii szybownictwa wzlotem tego typu. Uważana jest ona za przesadzoną z uwagi na ograniczenia wynikające z konstrukcji lotni (według Andrzeja Glassa). „Lotnia” została później przekazana do Muzeum Przemysłu i Rolnictwa w Warszawie, gdzie uległa zniszczeniu podczas obrony Warszawy we wrześniu 1939. Przeprowadzone przez Tańskiego próby wzlotów były pierwszymi próbami tego rodzaju w Polsce.
W latach 1905–1907 Tański zainteresował się śmigłowcami. Po udanych próbach z modelami, w 1907 zbudował prototyp śmigłowca (nazwanego śrubowcem), o dwóch przeciwbieżnych dwułopatowych wirnikach napędzanych siłą mięśni za pomocą korby. Nieudane próby z 1908 wykazały, że siła mięśni jest niewystarczająca do podniesienia go w powietrze. W 1909 Tański zamontował na swoim śmigłowcu dwucylindrowy silnik spalinowy Anzani o mocy 2,5 KM. Z powodu braku chłodzenia i małej mocy silnik przegrzewał się, a uniesienie człowieka wciąż nie było możliwe. Śmigłowiec ten nie miał ponadto przyrządów sterowniczych. Po tym niepowodzeniu Tański zaprzestał prób ze śmigłowcem, który w 1934 został również przekazany do zbiorów Muzeum Przemysłu i Rolnictwa w Warszawie i tam uległ zniszczeniu podczas powstania warszawskiego, kiedy muzeum spłonęło.

## Wynalazki

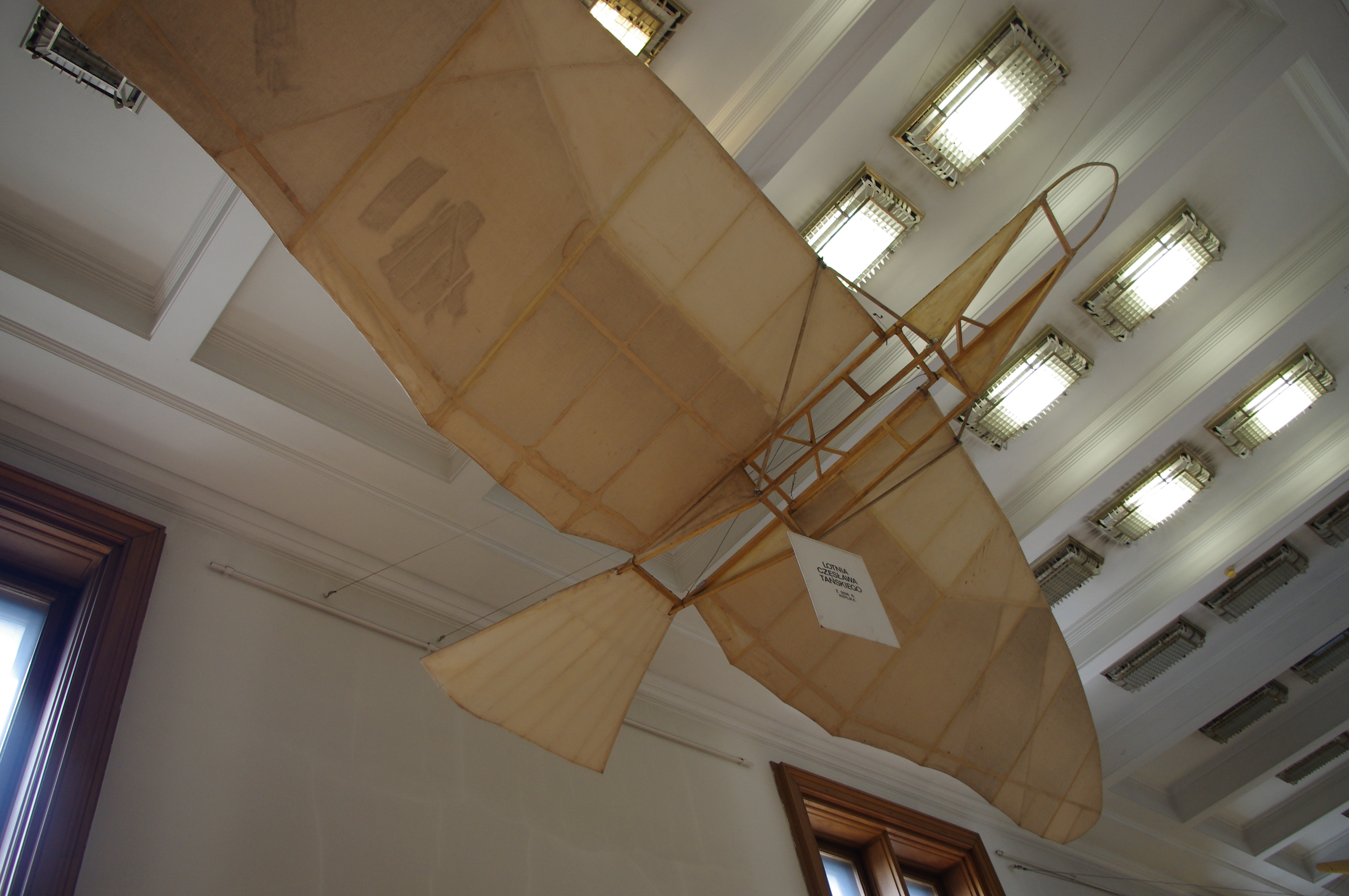
Replika lotni Czesława Tańskiego w Muzeum Techniki w Pałacu Kultury i Nauki w Warszawie zbudowana przez Pawła Zołotowa

- Lotnia Tańskiego – skonstruowany w 1895 roku szybowiec o 7 metrach kwadratowych powierzchni skrzydeł oraz masie 18 kilogramów[6],
- Łątka – zaprojektowany w 1909 samolot o jednopłatowej konstrukcji, napędzanej trzycylindrowym silnikiem o mocy 25 KM. Posiadała elastyczne, skrętne końcówki płatów i usterzenia poziomego, pełniące rolę powierzchni sterowych; w celu sterowania płaty były ponadto zamocowane obrotowo na dźwigarach. Płat miał konstrukcję naśladującą skrzydła owadów. Samolot był budowany w hangarach „Awiaty” i został ukończony w 1911, lecz podczas prób oblotu na Polu Mokotowskim nie wzniósł się od ziemi z powodu zbyt dużej masy i słabego silnika[10].
- Śrubowiec – prototyp śmigłowca zbudowany w 1907 roku.

## Odznaczenia
- Złota Odznaka Honorowa Ligi Obrony Powietrznej i Przeciwgazowej I stopnia (1935)[2]

## Upamiętnienie
W 1957 roku Aeroklub Polski ustanowił medal im. Czesława Tańskiego, przyznawany za najwybitniejsze osiągnięcia w szybownictwie w Polsce.
15 kwietnia 1978 r. został wyemitowany znaczek pocztowy z serii „Lotnictwo polskie” przedstawiający portret Czesława Tańskiego, pioniera lotnictwa polskiego, konstruktora pierwszej lotni (1896).
Od 1980 roku jest patronem Liceum Ogólnokształcącego w Puszczy Mariańskiej. Imieniem Czesław Tańskiego nazwane zostały także: Szkoła Szybowcowa w Fordonie k. Bydgoszczy, szkoła podstawowa w Janowie Podlaskim oraz ulice w Warszawie, Gdańsku, Krakowie, Stargardzie.